# Керолін Джонс
Керолін Сью Джонс (англ. Carolyn Jones, 28 квітня 1930 — 3 серпня 1983) — американська акторка телебачення, кіно та озвучення, відома за роллю Мортіші Аддамс у серіалі "Сімейка Аддамс" у 1960-х.

## Біографія
Народилася в техаському місті Амарілло 28 квітня 1930 року в сім'ї Хлої Джинетт та Джуліуса Альфреда Джонса і була названа на честь акторки Керол Ломбард. У 1934 році її батько покинув сім'ю, і матері довелося переїхати до батьків, щоб виховати Керолін та її сестру Бет.
У 1947 році Керолін Джонс переїхала до Каліфорнії, де почала працювати в театрі Пасадіни. Дебютувала в кіно в 1952 році, після того, як підписала контракт з "Paramount Pictures". В 1953 одружилася з продюсером Аароном Спеллінгом, прийнявши юдаїзм, і незабаром її кар'єра стала розвиватися активніше. Першою помітною роллю Джонс стала Кеті Грей у фільмі "Будинок воскових фігур" у 1953 році. Далі були ролі в таких фільмах, як "Сверблячка сьомого року" (1955), "Вторгнення викрадачів тіл" (1956) і "Людина, яка знала надто багато". У 1957 році акторка була номінована на "Оскар" за найкращу жіночу роль другого плану у фільмі "Парубоцька вечірка", де втілила екзистенціалістку. У 1958 році Керолін Джонс стала володаркою премії "Золотий глобус" як найперспективніша акторка. У наступні роки найпримітнішими фільмами за її участю стали «Дірка в голові» (1959), з Френком Сінатрою в головній ролі, «Останній потяг із Ган Хілл» (1959), «Кар'єра» (1959) та "Як був завойований Захід" (1962).
У 1964 році Керолін Джонс розлучилася зі Спеллінгом; запрошена на роль Мортіші Аддамс у серіал «Сімейка Аддамс», за яку була номінована на "Золотий глобус ". Її кар'єра пішла на спад після завершення показу серіалу у 1966 році.
У 1968 одружлася з Гербертом Гріном, з яким жила у Палм-Спрінгс до розлучення в 1977 році. У наступні роки Джонс працювала в основному на телебаченні, де з'явилася в багатьох серіалах, останнім з яких став «Капітолій» у 1982 році.
Свою останню роль грала в інвалідному візку, через виявлений незадовго до цього рак товстої кишки. У тому ж році, знаючи, що вмирає, Керолін Джонс одружилася з другом дитинства Пітером Бейлі-Бріттоном. 
Померла 3 серпня 1983 року у своєму будинку в Вест-Голлівуді, штат Каліфорнія, у віці 53 років.

## Вибрана фільмографія
| Рік       |   | Українська назва                 | Оригінальна назва              | Роль                    |
| --------- | - | -------------------------------- | ------------------------------ | ----------------------- |
| 1952      | ф | Поворотна точка                  | The Turning Point              | міс Лілліан Сміт        |
| 1952      | ф | Війна світів                     | The War of the Worlds          | блондинка на вечірці    |
| 1953      | ф | Будинок воскових фігур           | House of Wax                   | Кеті Грей               |
| 1953      | ф | Сильна спека                     | The Big Heat                   | Дорис                   |
| 1954      | ф | Щит для вбивства                 | Shield for Murder              | дівчина в барі          |
| 1955      | ф | Сверблячка сьомого року          | The Seven Year Itch            | міс Фінч                |
| 1955      | с | Альфред Хічкок представляє       | Alfred Hitchcock Presents      | Памела Уорінг           |
| 1956      | ф | Вторгнення викрадачів тіл        | Invasion of the Body Snatchers | Теодора «Тедді» Белісек |
| 1956      | ф | Людина, яка занадто багато знала | The Man Who Knew Too Much      | Сінді Фонтейн           |
| 1956      | ф | Протилежна підлога               | The Opposite Sex               | Пет                     |
| 1957      | ф | Похмілля                         | The Bachelor Party             | екзистенціалістка       |
| 1958      | ф | Кінг Креол                       | King Creole                    | Ронні                   |
| 1959      | ф | Людина в мережі                  | The Man in the Net             | Лінда Хемілтон          |
| 1959      | ф | Дірка в голові                   | A Hole in the Head             | Ширл                    |
| 1962      | ф | Як підкорили Захід               | How The West Was Won           | Джулі Роулінгс          |
| 1964—1966 | с | Сімейка Аддамс                   | The Addams Family              | Мортіша Аддамс          |
| 1966—1967 | с | Бетмен                           | Batman                         | Маршу                   |
| 1976      | ф | З'їдені живцем                   | Eaten Alive                    | міс Хетті               |
| 1977      | с | Корні                            | Roots                          | місіс Мур               |
| 1979      | ф | Удачі, міс Вайкофф               | Good Luck, Miss Wyckoff        | Бет                     |
| 1979      | с | Човна кохання                    | The Love Boat                  | Маргарет Джером         |